# اول به وفا می وصالم درداد
رباعی با مطلع «اوّل به وفا میِ وصالم درداد» یازدهمین رباعی از دیوان حافظ به تصحیح محمد قزوینی و قاسم غنی می باشد.
| اوّل به وفا میِ وصالم درداد     |  | چون مست شدم جام جفا را سرداد |
| پر آب دو دیده و پر از آتش، دل |  | خاک ره او شدم به بادم برداد  |